# Huiseigenarenpartij
De Huiseigenarenpartij was een Nederlandse politieke partij die zich, zoals de naam al doet vermoeden, richtte op de belangen van huiseigenaren en -verhuurders. De partij werd opgericht circa 1921, het initiatief ging uit van leden van de Nederlandschen Bond van Huis- en Grondeigenaren en Bouwkundigen. De partij nam eenmaal deel aan de verkiezingen voor de Tweede Kamer, in 1922. Er werden slechts 1642 stemmen (0,06%) behaald, en ook de 15638 stemmen (0,52%) samen met de Nederlandsche Bond van Belastingbetalers en de Patriciërsbond, waarmee de partij een lijstverbinding vormde, waren niet genoeg voor een zetel.